# اغبرت تن أيك
اغبرت تن أيك هو محامي وقاضي وسياسي أمريكي، ولد في 18 أبريل 1779 في Schodack, New York ‏ في الولايات المتحدة، وتوفي في 11 أبريل 1844 في واتيرتاون في الولايات المتحدة. نشط حزبياً في الحزب الديمقراطي. وقد انتخب عضو جمعية ولاية نيويورك ‏ وانتخب عضو مجلس النواب الأمريكي ‏.